# Hideyuki Ashihara
Hideyuki Ashihara (jap. 芦原 英幸 Ashihara Hideyuki; * 5. Dezember 1944 in Nōmi, Saeki (heute Etajima), Hiroshima; † 24. April 1995 in Matsuyama) war ein japanischer Karateka.

## Lebenslauf
Seit 1961 war Hideyuki Ashihara Schüler im Stil des Kyokushin und wurde von Jon Bluming, Ōyama Masutatsu und Shigeru Ōyama unterrichtet. Nach der Trennung von der International Karate Organization (IKO) im Jahre 1980 entwickelte Ashihara mit dem Ashihara kaikan eine eigene Lehrmethode und wurde Initiator und erster Präsident der New International Karate Organization (NIKO). Seine Schüler waren unter anderem David C. Cook, Katsuyoshi Ishii, Takao Nakayama (Japanischer Vizemeister der Japan Karate Kyokushinkai – JKK 1977) und der australische Karate-Pionier (Kyokushin) Ivan Zavetchanos. Ab 1987 zeigten sich bei Ashihara Symptome von amyotropher Lateralsklerose. In den 1990er-Jahren verschlimmerte sich die Krankheit, er starb am 24. April 1995.

## Ashihara Ryū
Der Stil kennzeichnet sich durch eine systematische Annäherung des Freikampfes. Sowohl der Wettkampf (Vollkontakt) als auch die Selbstverteidigung stehen im Vordergrund. Das liegt daran, dass Bewegungsformen aus dem Jiu Jitsu mit übernommen wurden. Das Ashihara Ryū hat seine eigenen Katas. Der Stil ist hauptsächlich in Japan und in den USA verbreitet. Hideyuki Ashihara hatte bis zu seinem Tode die Hauptleitung.

## Ashihara Ryū in Deutschland
Marcel Vanderschaeghe und Jürgen Höller begannen als erste Deutsche in diesem Stil mit dem Unterricht und führten dieses 1994 offiziell in Deutschland ein.
David C. Cook (9. Dan) und Dave Jonker führten damals die Ashihara International Karate Organisation (AIKO) auf internationaler Ebene und national wurde sie durch Vanderschaeghe vertreten.

## Bibliographie
- Fighting Karate, von Hideyuki Ashihara